# Tsubata
Tsubata (japanska: 津幡町?, Tsubata-machi) är en landskommun (köping) i Ishikawa prefektur i Japan.
Brottaren Risako Kawai som tog guld vid olympiska sommarspelen 2016 föddes 1994 i Tsubata.